# La mano invisible (The Spectacular Spider-Man)
«La mano invisible» (título original: «The Invisible Hand») es el sexto episodio de la serie de televisión animada The Spectacular Spider-Man, basada en el personaje de cómic Spider-Man, creado por Stan Lee y Steve Ditko. En él, Spider-Man debe enfrentarse a Rhino, que tiene un traje indestructible parecido al rinoceronte y superfuerza. En su vida personal, Spider-Man intenta invitar a Betty Brant, trabajadora del Daily Bugle, al baile de otoño de su instituto.
Fue escrita por Matt Wayne y dirigida por Dave Bullock. Wayne ya había escrito otro episodio para The Spectacular Spider-Man, mientras que Bullock es famoso por haber dirigido la película de superhéroes Justice League: The New Frontier. Clancy Brown puso voz a Rhino para el episodio y fue elegido porque los creadores consideraron que podía pasar de diferentes personalidades del personaje con gracia. Se emitió originalmente el 12 de abril de 2008 en el bloque Kids' WB de la cadena CW y recibió críticas generalmente positivas de los críticos de televisión.

## Trama
El Dr. Otto Octavius se dispone a acoplar un exoesqueleto al cuerpo de Alex O'Hirn, modelado a partir del de un rinoceronte. Aunque Octavius se muestra reacio a llevar a cabo el experimento, Hammerhead le obliga a activarlo. El cuerpo de O'Hirn es unido quirúrgicamente al traje y recibe una fuerza inconmensurable. Mientras tanto, Peter está en el Daily Bugle intentando invitar a Betty Brant al baile de otoño de su instituto a pesar de la diferencia de edad de cuatro años entre ambos. Le cuenta a Harry sus planes para el día siguiente en el colegio. Peter recibe entonces un mensaje de texto en el que se le informa de que su tía May está comiendo con Betty en el Bugle y sale corriendo.
O'Hirn se hace llamar «Rhino» e irrumpe en la oficina principal del Bugle, donde la tía May y Betty están almorzando, y exige que J. Jonah Jameson le diga dónde está Peter, ya que sabe que fotografía a Spider-Man. Jameson descubre a Peter escondido nada más llegar y miente a Rhino diciendo que no sabe dónde está. Peter se escabulle y se pone su traje de Spider-Man, después se enzarza con Rhino en una pelea. Se pregunta qué ha estado haciendo el «Big Man» con todos los supervillanos, como Rhino, que ha estado organizando, y tiene una pelea a gran escala por la ciudad, cuando Spider-Man se da cuenta de que Rhino necesita estar constantemente hidratado para poder luchar. Lo atrae a un túnel de vapor y rompe todas las tuberías, deshidratando a Rhino hasta dejarlo inconsciente. Mientras se desmaya, Rhino menciona accidentalmente que «Big Man» es en secreto un hombre llamado Sr. Lincoln.
Peter vuelve al Bugle y afirma haber estado escondido todo el tiempo. Betty le aparta y le dice que simplemente es demasiado vieja para salir con él y que lo siente; Peter, aún abatido, recuerda lo que dice Rhino y pregunta a un reportero si sabe de alguien con ese nombre. El reportero le habla de L. Thompson Lincoln, un filántropo del que se rumorea que es un peligroso señor del crimen. Esa noche Peter acude a la oficina de Lincoln como Spider-Man para averiguar si los rumores son ciertos. Lincoln dice llamarse «Tombstone» y tener una fuerza increíble; le inmoviliza y le propone que trabaje para él, luchando contra el crimen como de costumbre pero dándole la espalda cuando se trata de sus crímenes. Spiderman se niega a hacerlo y huye.
Cuando Peter llega a casa, está deprimido. Tía May insiste en que se vista para el baile a pesar de no querer ir y le explica que ha planeado que vaya con Mary Jane Watson. Peter cree que será una chica sencilla por las descripciones que le ha dado la tía May, pero cuando llega se da cuenta de que es una chica atractiva y se queda atónito.

## Producción

### Desarrollo
«La mano invisible» fue escrita por Matt Wayne. Wayne había escrito previamente el episodio «Selección natural» y pasó a escribir «Persona». Dave Bullock, que dirigió el largometraje de animación Justice League: The New Frontier, dirigió el episodio. El título del episodio sigue el esquema de «La educación de Peter Parker» que ideó Greg Weisman, desarrollador y productor de The Spectacular Spider-Man. El esquema de nomenclatura del segundo arco de la primera temporada hace referencia a la economía.
Hubo una escena que se eliminó del episodio después de haber sido escrita, grabada y guionizada. La escena mostraba a Rhino buscando en una guía telefónica a personas llamadas «Peter Parker» en la zona triestatal. Se topa con «Peter James Parker» (Kevin Michael Richardson), un anciano afroamericano ciego que toca el fagot, y le acusa de ser Peter. Éste se indigna y le pregunta: «¿Tengo pinta de fotógrafo?». El propio Rhino está furioso, ya que hay varios Peter Parkers en la zona triestatal. A Weisman le molestó que lo quitaran, ya que «era divertidísimo».

### Reparto

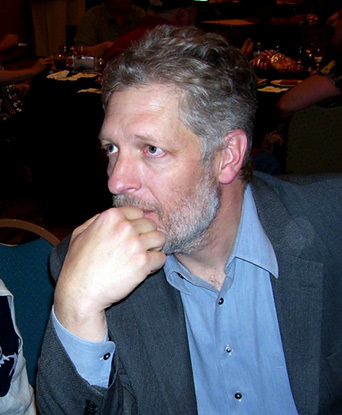
Clancy Brown interpretó a Rhino. Brown utilizó el proceso de pensamiento simplista del personaje para basar su voz.

Weisman y el director de casting Jamie Thomason eligieron fácilmente a Clancy Brown para el papel de Rhino. Weisman explica: «Sabíamos que Rhino requeriría una voz con fuerza y amenaza, pero Rhino tampoco es la bombilla más brillante de la marquesina, así que sabíamos que cualquiera que eligiéramos también tendría que tener las dotes interpretativas y el ritmo cómico para llevar al personaje más allá del típico matón tonto». Ambos habían trabajado con Brown anteriormente y sabían que podría «dar en el clavo», ya que es capaz de dar una «voz dura y grave» y «cambiar en un santiamén entre caracterizaciones peligrosas y cómicas».
Brown intentó reflejar en su voz el estilo de pensamiento simplista que poseía Rhino. Cree que «el "matón" por excelencia fue interpretado por William Bendix en La llave de cristal. Cuanto más simple es el personaje, más simple es el proceso de pensamiento. Eso significa que la "motivación" de Rhino nunca es demasiado complicada [...] es muy elemental. Está enfadado o feliz o enfadado o triste o hambriento o lo que sea. Y nunca va más allá de sus apetitos o su ego». Brown considera que la interpretación de Bendix retrató «perfectamente» este tipo de personaje.

## Lanzamiento y recepción
«La mano invisible» se emitió originalmente el 12 de abril de 2008 en el bloque Kids' WB de la cadena CW. A la emisión le siguió un parón de dos semanas de The Spectacular Spider-Man.  Está disponible en los DVD The Spectacular Spider-Man: Volume I, donde se empareja con «Fuerzas del mercado» y «Competencia». y The Spectacular Spider-Man Animated Series: The Complete First Season.
El episodio recibió críticas generalmente positivas de los críticos de televisión. Eric Goldman de IGN dio al episodio un 8.0/10, («Impresionante») escribiendo que «Para un episodio que comenzó aburrido, las cosas ciertamente se pusieron interesantes en la última mitad, con dos introducciones sorpresa». Goldman alabó las secuencias de lucha, diciendo que eran «bastante divertidas», junto con la revelación de Tombstone y Mary Jane. Goldman concluyó su crítica escribiendo: «Es un testamento para esta serie que tiene exactamente razón en que el personaje cotidiano y sin máscara de Peter Parker es tan integral para la historia, y que en realidad tengo mucha curiosidad por cómo sigue este baile».
Sean Elliot de iF Magazine calificó el episodio con un «notable alto» y escribió que se trataba de una «premisa bien pensada». Elliot se mostró «satisfecho» con el retrato de Rhino como un bruto poco inteligente; también le gustó el cambio de identidad del «Big Man» respecto al de los cómics —donde era un reportero del Bugle llamado Frederic Foswell— y le pareció gracioso que fuera Foswell el reportero que le dijera a Peter quién se rumorea que es el «Big Man». El crítico de Ultimate Disney Luke Bonanno no incluyó el episodio entre sus cinco mejores episodios de la primera temporada de The Spectacular Spider-Man, pero «se siente[n] obligado[s] a señalar que la excelencia uniforme del lote [hace] que esta sea una tarea difícil».